# Mark Huizinga
Mark Huizinga (* 10. září 1973 Vlaardingen, Nizozemsko) je bývalý nizozemský zápasník–judista, olympijský vítěz z roku 2000.

## Sportovní kariéra
S judem začínal ve čtyřech letech v rodném Vlaardingenu pod vedením Roba Heina a Marjolein van Unenové a později v Schiedamu pod vedením Gerarda Vroegha. Od trenéra Vrogha odešel v 15 letech do Rotterdamu k trenéru Chrisy de Kortovi pod jehož vedením se připravoval až do konce své sportovní kariéry.
Od juniorských let se datuje jeho rivalita s krajanem Maartenem Arensem. V roce 1996 v nominaci na olympijské hry v Atlantě Arense porazil. Los mu však přidělil v úvodním kole mistra světa ve střední váze Čon Ki-jonga, se kterým prohrál na praporky. V opravách však ukázal výbornou připravenost, všechny své soupeře porazil před časovým limitem a získal bronzovou olympijskou medaili. V roce 2000 startoval na olympijských hrách v Sydney jako jeden z favoritů na zlatou olympijskou medaili. Dokázal se vypořádat s náročným losem, který mu v úvodním kole přidělil jeho neoblíbeného soupeře Kubánce Yosvani Despaigna. Ve čtvrtfinále takticky vyřadil Rumuna Adriana Croitoru a ve finále si počkal na uči-matu Brazilce Carlose Honorata, kterou okotroval technikou uči-mata-gaeši na ippon. Získal zlatou olympijskou medaili.
Po olympijských hrách v Sydney mu přípravu na velké turnaje zněpříjemňovala vleklá zranění kolen. Na mistrovství světa se mu nedařilo ladit formu a jeho noční můrou byla střetnutí s urostlým, dobře bránícím Kubáncem Yosvani Despaignem. V roce 2004 startoval na olympijských hrách v Athénách. Ve druhém kole nestačil na úřadujícího mistra světa Korejce Hwang Hui-teho. Z opravách se probjoval do boje o třetí místo, ve kterém technikou ura-nage hodil Brita Winstona Gordona a získal bronzovou olympijskou medaili.
V roce 2005 vybojoval svojí jedinou medaili z mistrovství světa v egyptské Káhiře. V roce 2006 a 2007 již na nejlepší střední váhy ve finálových kolech nestačil. V roce 2008 se vrátil v dřívější formě a na mistrovství Evropy v Lisabonu získal v 35 letech pátý titul mistra Evropy. Na olympijských hrách v Pekingu ho však opět nepodržel los. V úvodním kole nastoupil proti Iliasu Iliadisovi z Řecka a s pomocí tehdy velice benevolentního posuzovaní ipponů ho vyřadil technikou uči-mata. Ve druhém kole však nestačil na taktiku Švýcara Sergeie Aschwandene. Vzápětí ukončil sportovní kariéru. Věnuje se trenérské a funkcionářské práci. Je výborným motivátorem a uznávaným specialistou na evropské judo.
Mark Huizinga byl primárně levoruký, komplexně vybavený judista. Tato jeho všestrannost, kdy na vysoké úrovni zvládal jak klasické judo tak zápasnické chvaty činila jeho judo obtížně čitelným. Techniky prováděl jak z pravé tak z levé strany a doplňoval je precizním bojem na zemi (techniky submise). Nepatřil mezi silové typy judistů a právě siloví judisté mu čas od času znepříjemňovali pobyt na tatami, zvláště v obdobích kdy neměl kvůli vleklým zraněním natrénováno.

## Výsledky
| Turnaj             | 1992        | 1993        | 1994        | 1995        | 1996         | 1997         | 1998         | 1999         | 2000         | 2001         | 2002         | 2003         | 2004         | 2005         | 2006         | 2007         | 2008         |  |
| Turnaj             | 19          | 20          | 21          | 22          | 23           | 24           | 25           | 26           | 27           | 28           | 29           | 30           | 31           | 32           | 33           | 34           | 35           |  |
| Turnaj             | polostřední | polostřední | polostřední | polostřední | střední váha | střední váha | střední váha | střední váha | střední váha | střední váha | střední váha | střední váha | střední váha | střední váha | střední váha | střední váha | střední váha |  |
| ------------------ | ----------- | ----------- | ----------- | ----------- | ------------ | ------------ | ------------ | ------------ | ------------ | ------------ | ------------ | ------------ | ------------ | ------------ | ------------ | ------------ | ------------ |  |
| Olympijské hry     | —           |             |             |             | 3.           |              |              |              | 1.           |              |              |              | 3.           |              |              |              | úč.          |  |
| Mistrovství světa  |             | —           |             | úč.         |              | úč.          |              | úč.          |              | úč.          |              | úč.          |              | 3.           |              | 5.           |              |  |
| Mistrovství Evropy | —           | —           | 3.          | 5.          | 1.           | 1.           | 1.           | 3.           | 2.           | 1.           | 3.           | 3.           | 2.           | 3.           | 5.           | —            | 1.           |  |
| MS juniorů         | úč.         |             |             |             |              |              |              |              |              |              |              |              |              |              |              |              |              |  |
| ME juniorů         | —           | 7.          |             |             |              |              |              |              |              |              |              |              |              |              |              |              |              |  |